# Boehmeria grandissima
Boehmeria grandissima là loài thực vật có hoa trong họ Tầm ma. Loài này được Nakai mô tả khoa học đầu tiên năm 1927.